# Guviogonus trachypygus
Guviogonus trachypygus är en mångfotingart som först beskrevs av Carl Graf Attems.  Guviogonus trachypygus ingår i släktet Guviogonus och familjen Spirostreptidae. Inga underarter finns listade i Catalogue of Life.